# Poa hedbergii
Poa hedbergii är en gräsart som beskrevs av Sylvia Mabel Phillips. Poa hedbergii ingår i släktet gröen, och familjen gräs. Inga underarter finns listade i Catalogue of Life.